# Dwór w Złotniku
Dwór w Złotniku – zabytkowy dwór we wsi Złotnik (województwo lubuskie), w zachodniej Polsce, w powiecie i gminie Żary, w najstarszej osadzie łużyckiej na ziemi żarskiej.
Wybudowany w 1534 jako dwór sołtysi, następnie pełnił funkcję spichlerza.